# Satcam Boolell
Sir Satcam Boolell (ur. 11 września 1920 w New Grove, zm. 23 marca 2006 w Curepipe), polityk maurytyjski, wieloletni minister.
Od 1943 pracował w służbie rządowej. Odbył m.in. studia ekonomiczne w London School of Economics (dyplom uzyskał w 1951). Był czołowym politykiem Partii Pracy Mauritiusa, w latach 80. jej przywódcą, potem honorowym przewodniczącym. Przez 15 lat pełnił funkcję ministra rolnictwa, kierował także resortem planowania gospodarczego i rozwoju oraz był wysokim komisarzem w Wielkiej Brytanii. W latach 1986–1990 był ministrem spraw zagranicznych w koalicyjnym rządzie kierowanym przez Anerooda Jugnautha; po wyjściu z koalicji Socjaldemokratycznej Partii Mauritiusa objął dodatkowo w sierpniu 1988 tekę wicepremiera, zastępując Charlesa Gaetana Duvala.
Był autorem kilku książek z polityki i ekonomii, prowadził stałą rubrykę polityczną w "Mauritius Times". Od 1946 był żonaty z Premilą Indurjeet.